# Swartzia littlei
Swartzia littlei là một loài loài thực vật họ Đậu (Fabaceae).
Đây là loài đặc hữu và chỉ có ở Ecuador.
Môi trường sống tự nhiên của chúng là rừng ẩm vùng đất thấp nhiệt đới hoặc cận nhiệt đới.